# برکندورف
برکندورف (به آلمانی: Brekendorf) یک شهر در آلمان است که در رندسبورگ-اکرنفورده واقع شده‌است. برکندورف ۱٬۰۴۳ نفر جمعیت دارد.